# Тринадцатое письмо
«Тринадцатое письмо» (англ. The 13th Letter) — фильм нуар режиссёра Отто Премингера, который вышел на экраны в 1951 году.
Фильм рассказывает о событиях в небольшом городке в канадском Квебеке, где некоторых жителей, и прежде всего недавно прибывшего врача, доктора Пирсона (Майкл Ренни) и Кору (Констанс Смит), жену доктора Лорана (Шарль Буайе) начинают забрасывать анонимными клеветническими письмами, требующими прекратить их роман.
Фильм является римейком французского фильма «Ворон», поставленного в 1943 году Анри-Жоржем Клузо.

## Сюжет
В маленьком канадском городке Сан-Марк-сюр-Ришельё в Квебеке в то время, когда пожилой доктор Поль Лоран (Шарль Буайе) возвращается домой с конгресса в Монреале, его красивая молодая жена Кора Лоран (Констанс Смит) в городской больнице ищет возможность сблизиться с недавно приехавшим врачом, доктором Пирсоном (Майкл Ренни). Доктор Пирсон вежливо, но твёрдо отказывается от предложения Коры посещать организованный ей кружок, ссылаясь на большую занятость на работе. Этот разговор происходит на глазах старшей сестры Коры, медсестры Мари Корбен (Джудит Эвелин), которая после ухода доктора отчитывает Кору за то, что та флиртует со всеми молодыми докторами в больнице, говоря, что она вышла за хорошего человека, которого уважают в обществе, и должна быть верной ему. Однако Кора воспринимает её слова как проявление ревности, так как перед тем как жениться на Коре, доктор Лоран был помолвлен с Мари. Пирсон приходит по вызову к молодой и красивой женщине Дениз Турнёр (Линда Дарнелл), старшей дочери в семье, которая сдаёт ему комнату в своём доме. Во время осмотра Дениз откровенно пытается соблазнить врача, однако, установив, что она совершенно здорова, Пирсон просит её больше не вызывать его, если в этом нет необходимости. В этот момент в доме появляется Кора, показывая Пирсону анонимку, требующую от неё прекратить с ним роман. Письмо написано алыми чернилами, а в конце вместо подписи изображено птичье перо. Пирсон также получает письмо, написанное тем же почерком, в котором автор требует от доктора немедленно покинуть город. Пирсон утешает Кору, что это ни на чём не основанные анонимки, которые ничего не значат, и рвёт их, однако на всякий случай воздерживается от того, чтобы проводить Кору домой, чтобы не провоцировать ненужные слухи. Он возвращается в свою комнату, где занимается со своей коллекцией часов.
На следующий день в больнице мадам Готье (Франсуаз Росэй) выражает Мари недовольство тем, как та ухаживает за её сыном Жаном-Луи, героем войны, который проходит курс восстановления после фронтового ранения. На почте Пирсон встречает доктора Лорана, рассказывая ему о странных письмах. Лоран, которому жена обо всём рассказала, показывает Пирсону второе письмо с дополнительными подробностями, говоря, что не верит в высказанные в них обвинения, однако не может и просто проигнорировать эти письма, так как, по его мнению, автор этих писем психически болен и следовательно опасен. В своём кабинете в больнице Пирсон находит второе письмо, в котором содержится угроза, что он ответит за последствия, если не прекратит роман с Корой и не уедет из города. В этот момент его вызывают к Жану-Луи Готье, который жалуется на Мари, после чего доктор делает медсестре замечание, требя чётко выполнять все его инструкции. Затем Пирсон обращается к главврачу больницы доктору Элье (Дж. Лео Ганьон), прося его и доктора Лорана осмотреть Жана-Луи, который начинает проявлять признаки паранойи. Элье наедине с бухгалтером Хиггинсом обсуждают содержание полученных ими анонимок, в которых содержится требование немедленно избавиться от доктора Пирсона, чтобы предотвратить скандал в больнице. В письме к Элье также содержится информация о том, что Хиггинс незаконно присваивает больничные средства, а в письме к Хиггинсу содержатся намёки на то, что доктор Элье проявляет неподобающий интерес к его несовершеннолетней дочери. После обсуждения ситуации Элье и Хиггинс рвут письма, договариваясь не придавать им значения. Вернувшись домой, Пирсон видит, что на этот раз Дениз действительно простудилась. Оказывается, Дениз уже знает о письмах, и по её мнению, кто-то очень хочет, чтобы доктор сбежал из города. Ей о письмах рассказала сестра Рошель (Джун Хедин), которая работает на почте. Зайдя в свою комнату, Пирсон встречает там доктора Лорана, который сообщает, что руководство больницы попросило его провести неофициальное расследование анонимок, которые осложняют работу больницы. Лоран сообщает, что большинство людей подозревает Мари в написании этих писем, так как она не одобряет поведение Коры и ей не нравится Пирсон. Однако сам Лоран считает, что она невиновна, после чего спрашивает собеседника о том, почему он оставил свою успешную практику в Лондоне, и на два года исчез из поля зрения. Пирсон отказывается давать какие-либо пояснения относительно своего прошлого. Занося после встречи рецепт Дениз, он впервые видит, что она сильно хромает, и потому всегда носит специальную обувь, которая скрывает этот дефект. Пирсон просит прощение за своё бесчувственное отношение к ней, после чего они целуются.
На следующее утро Рошель подсовывает под дверь Пирсону очередное письмо, в котором автор приглашает его вечером в местную церковь. В церкви Пирсон встречает испуганную Кору, которая получила такое же приглашение, подозревая, что все письма писала Мари. Затем Пирсон встречает в церкви Лорана, который говорит, что пришёл послушать жену, поющую в церковном хоре, а также встревоженную Мари, понимая, что анонимщик добился атмосферы взаимной подозрительности между горожанами. Когда Пирсон возвращается домой, его догоняет Мари, прося прощения, что ушла без разрешения с работы, чтобы исповедаться. Дома при очередной встрече с Дениз Пирсон просит её забыть о том, что было между ними прошлой ночью. Дениз спрашивает, является ли причиной этого его встреча с Корой в церкви, однако Пирсон говорит, что избегает близости с любым человеком по личным причинам. В этот момент Пирсону сообщают по телефону, что Жан-Луи получил анонимку, в которой было написано, что он болен неизлечимой формой рака, после чего перерезал себе горло. Во время похоронной процессии из катафалка выпадает письмо, обвиняющее мэра в том, что он использует выступление на этом мероприятии для предвыборной агитации. После этого случая мэр проводит в своём кабинете совещание, назначая официальное расследование, которое поручено возглавить сыну доктора Элье, полицейскому следователю Роберу Элье (Ги Сорель). На совещании Лоран обращает на различия в тональности писем, указывающие на то, что, возможно, их писали два разных человека, которые могут быть больны так называемым «двойным безумием», формой безумия, при которой один человек попадает под влияние болезненной мании другого. Робер Элье уверен, что письма писала Мари, однако сотрудники больницы не согласны с ним. На совещание приводят Мари, которая настаивает на своей невиновности, тем не менее, её обвиняют в том, что она конфликтовала с Жаном-Луи, а в вечер его самоубийства оставила свой пост. В ответ Мари показывает полученную ей анонимку, в которой предлагалось своими глазами убедиться в том, что вечером в церкви состоится свидание Пирсона и Коры, и потому направилась туда. Мэр заявляет, что ни в чём не подозревает ни Пирсона, ни Лорана, но приказывает арестовать Мари. На следующий день Пирсон вместе с Дениз выезжает к одной из своих пациенток, с горечью выясняя, что после распространившихся сплетен о его отношениях с Корой пациентка отказалась от его услуг и обратилась к другому врачу. На обратном пути Пирсон рассказывает Дениз, что когда он жил в Лондоне, он занимался исключительно своей практикой, из-за чего жена в конце концов ушла от него к другому мужчине. Когда же она попыталась вернуться к мужу, Пирсон отказался принять её, после чего она покончила жизнь самоубийством. После этого случая Пирсон закрыл лондонскую практику, так как не мог ничем заниматься, а спустя некоторое время переехал в Канаду, где рассчитывал найти работу и спокойную жизнь.
Во время воскресной службы в церкви из хоров опускается очередное письмо, в котором говорится, что предыдущие письма писала не Мари. По указанию мэра Робер освобождает её, так как она не могла написать последнее письмо, находясь в заключении. Далее Робер замечает, что в момент падения письма в хорах находилось восемнадцать человек, и лишь кто-то из них мог бросить это письмо. Робер заставляет каждого из них, включая Дениз, Рошель и Кору, переписать по нескольку писем, в надежде по почерку определить анонимщика. Тем временем мадам Готье, которая устроилась в больницу уборщицей после того, как потеряла военную пенсию сына, говорит Пирсону, что точно знает, что анонимку Жану-Полю написал человек из больницы (но не Пирсон), и она перережет ему горло той же бритвой, которой лишил себя жизни её сын. Оставшись наедине с Дениз, Кора говорит ей, что с доктором Пирсоном у неё нет никаких шансов и он никогда на ней не женится, утверждая далее, что всё, что написано в анонимках об её отношениях с Пирсоном является правдой. После проведения почерковедческой экспертизы Лоран сообщает Пирсону, что письма писала Дениз, однако Пирсон не может в это поверить. Пирсон приходит к Дениз в тот момент, когда она пишет письмо. Доктор силой отнимает у неё письмо, которое та не хотела отдавать, однако выясняется, что это любовное письмо Пирсону, обвиняющее его в романе с Корой. По почерку Дениз Пирсон сразу понимает, что анонимки писала не она, и значит Лоран сказал ему неправду. Затем он заявляет Дениз, что Кора сказала ей неправду об их романе, вдруг понимая, что вполне возможно именно Кора является безумной. После этого разговора Пирсон приезжает к Лорану, рассказывая ему о своих подозрениях в отношении Коры. Лоран признаёт, что Кора действительно страдает психической болезнью, и однажды он застал её за написанием этих писем. Она поклялась, что больше этого не повториться, и на некоторое время писем не стало. Лоран говорит далее, что стал покрывать Кору, даже пошёл на то, чтобы её сестру отправили в тюрьму, а сегодня подменил письма Коры и Дениз. Он не мог пожертвовать Корой, так как слишком любил её, и потому пытался лечить её самостоятельно, однако безуспешно. Пирсон заявляет, что Кору надо немедленно отправить в больницу, в противном случае она окажется в тюрьме. Уже в больнице Пирсон разговаривает с Корой, которая заявляет ему, что это Лоран заставил её писать эти письма, а письмо Жану-Луи она не писала и вообще не знала о нём. С помощью писем Лоран пытался добиться того, чтобы Кора забыла о Пирсоне. Она также написала несколько писем, о которых Лоран не знал, так как была влюблена в Пирсона и жаждала его внимания. Пирсон говорит, что она больна, и поможет ей вылечиться. Вместе с Робером Пирсон снова приезжает к Лорану, обнаруживая того с перерезанным горлом. Рядом с ним лежит бритва, которой покончил с собой Жан-Поль, и Пирсон понимает, кто убил Лорана. В момент смерти Лоран писал жителям города своё последнее письмо. После этих событий Пирсон восстанавливает доверие своих пациентов, и, обнимая Дениз, уверенно смотрит в будущее.

## В ролях
- Линда Дарнелл — Дениз Турнёр
- Шарль Буайе — доктор Лоран
- Майкл Ренни — доктор Пирсон
- Констанс Смит — Кора Лоран
- Франсуаза Росе — мадам Готье
- Джудит Эвелин — сестра Мари Корбен
- Ги Сорель — Робер Элье
- Джун Хедин — Рошель Турнёр

## Создатели фильма и исполнители главных ролей
В работе над фильмом участвовали многие ведущие представители жанра фильм нуар. В частности, режиссёр Отто Премингер известен постановкой таких признанных картин, как «Лора» (1944), «Падший ангел» (1945), «Там, где кончается тротуар» (1950), «Водоворот» (1950) и «Ангельское лицо» (1953). Майкл Ренни помимо этой картины сыграл главные роли в фильмах нуар «Пять пальцев» (1952), «Телефонный звонок от незнакомца» (1952) и «Опасный круиз» (1953). Шарль Буайе прославился ролями в мелодрамах и романтических комедиях 1930-40-х годов, таких как «История вершится ночью» (1937), «Любовный роман» (1939), «Всё это и небо в придачу» (1940), «Задержите рассвет» (1941), «Сказки Манхэттена» (1942) и «Клуни Браун» (1946), а также сыграл в нуаровом психологическом триллере «Газовый свет» (1944). Линда Дарнелл снялась в фильмах нуар «Хэнговер-сквер» (1945), «Выхода нет» (1950) и «Второй шанс» (1953). Она также сыграла в общей сложности в четырёх картинах Премингера, среди них нуар «Падший ангел» (1945), мюзикл «Лето столетия» (1946) и историческая мелодрама «Эмбер навсегда» (1947).

## История создания фильма
Согласно современным источникам, французский фильм «Ворон», римейком которого стало «Тринадцатое письмо», был вдохновлён реальным довоенным случаем с анонимными письмами во французском городе Тюль. Сценарий французского фильма написали режиссёр Анри-Жорж Клузо и Луи Шаванс, однако только Шаванс указан как автор истории в экранных титрах «Тринадцатого письма».
Рабочими названиями фильма были «Ворон», «Последнее письмо», «Алое перо» и «Анонимное письмо».
По информации «Голливуд репортер» от июля 1950 года, на главные роли вместе с Линдой Дарнелл изначально планировались Морин О’Хара и Джозеф Коттен. «Тринадцатое письмо» стало экранным дебютом актёров Джудит Эвелин и Ги Сореля.
Хотя в титрах в начале фильма указано, что картина «была полностью снята в небольшой франкоканадской коммуне в провинции Квебек», журнал «Голливуд репортер» в октябре 1950 года сообщил, что часть съёмок проходила в Голливуде.

## Нуаровые римейки французских фильмов 1930-х годов
Как написал Алан Силвер, этот «фильм Премингера является ещё одним примером того, насколько легко французские остросюжетные фильмы можно было адаптировать в американские триллеры» . Джефф Майер добавляет, что многие «французские фильмы вдохновляли голливудских кинематографистов, а часть из них была переделана в американские фильмы нуар», в частности, на «Суку» (1931) был сделан римейк под названием «Улица греха» (1945), на «Человек-зверь» (1938) — «Человеческое желание» (1954), на «Пепе ле Моко» (1937) — «Алжир» (1938), на «День начинается» (1939) — «Длинная ночь» (1947) и на «Ворона» (1943) — «Тринадцатое письмо» (1951) .

## Оценка фильм критикой

### Общая оценка фильма
После выхода фильма на экраны критика не проявила к нему особого внимания. Современные историки кино дают картине в целом положительную оценку. В частности, Боб Порфирио, сравнивая эту картину с «Вороном», отмечает, что «Премингер меняет место действия на Квебек и опускает несколько злобных персонажей из числа местных жителей», делая фильм «значительно менее едким, чем „Ворон“» . Критик считает, что «Тринадцатое письмо» «вряд ли превосходит французский оригинал, но оно создано под заметным влиянием нуарового кино», особенно, в плане психологических характеристик основных персонажей. Резюмируя своё мнение, Порфирио пишет, что хотя «Тринадцатое письмо» «и не вызвало таких дискуссий, как фильм Клузо», оно тем не менее «сохранила значительный саспенс оригинала» и кроме того, «содержит скрытую сексуальную извращённость», которая могла бы послужить основой для общественной дискуссии.
Спенсер Селби описал картину как «захватывающий римейк французского нуарового шедевра „Ворон“ (1943)», в котором «таинственные анонимные письма нарушают покой небольшого канадского городка». Крейг Батлер охарактеризовал её как «фильм нуар в необычной обстановке — на вид сонной и типичной сельской деревне в глубинке Квебека». Майкл Кини назвал фильм «увлекательной драмой, которая рассматривает ужасающие последствия наветов и клеветы, приводящие к ошибочному лишению свободы, самоубийству и даже убийству».
Более критично картину оценил Денис Шварц, написавший, что «хотя это и не полный провал, тем не менее, американская версия Премингера утеряла большую часть энергии того горького французского фильма ужасов, превратив его в предсказуемый детектив», который «заканчивается скорее как унылый триллер, чем как фильм нуар». По мнению Шварца, «сила этой нуаровой истории так и не была реализована» из-за того, что постановка картины выполнена «в голливудском стиле». Критик считает, что «психологические мотивы супружеской пары Лоранов слишком мутны, чтобы выстроить вокруг них смысл истории», а «лучшим нуаровым моментом фильма» он назвал «демонстрацию отчуждения Пирсона, когда камера наводится на его комнату, в которой нет ничего, кроме коллекции часов, которой он одержим».

### Нуаровый характер персонажей фильма
Как полагает Боб Порфирио, нуаровый характер фильма проявляется, прежде всего, через его персонажей. В частности, Майкл Ренни создаёт образ доктора Пирсона как «человека, который глубоко прячет свои чувства после того, как его жестоко побила жизнь. Его отчуждение особенно наглядно показано в сцене, когда камера даёт круговой обзор его комнаты, полностью заполненной часами. А внешне добрый, но на самом деле зловредный и безумный доктор Лоран в исполнении Буайе не менее хорошо показан в сцене, когда его лицо то попадает в свет раскачивающейся люстры, то оказывается в тени в тот момент, когда он говорит Пирсону: „Добро и зло могут меняться местами как свет и тень“». Порфирио также обращает внимание на то, что «свойственные Линде Дарнелл сладострастие и соблазнительность приобретают в этой картине иронический оттенок, когда она оказывается хромой», выступая в качестве ещё одного персонажа «с фальшивым фасадом и травмированной душой».